# Rosenhang Karben

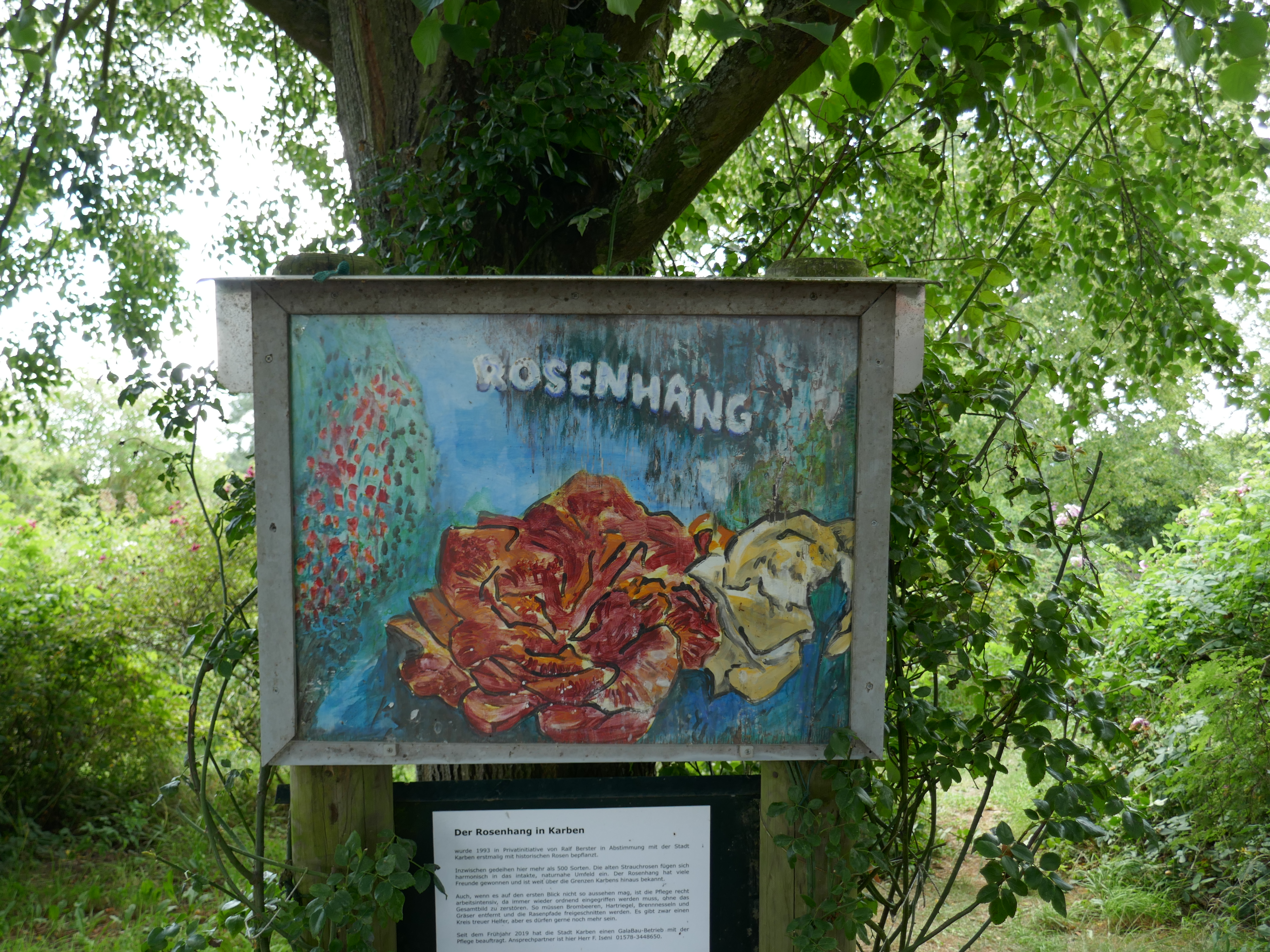
Bord aan de hoofdingang

Rosenhang Karben is een rosarium, gelegen op een 5000 m² groot, licht glooiend terrein in de plaats Karben in der Duitse deelstaat Hessen.
Het rosarium, dat vrij toegankelijk is, bevat een collectie van ongeveer 500 historische rozensoorten die hier groeien volgens hun natuurlijke habitat. 
De meeste van hen bloeien slechts één keer per jaar, voornamelijk in juni.

## Ontstaansgeschiedenis
Het rosarium werd in 1993 aangelegd door de rozenliefhebber en -kenner Ralf Berster op een stuk grond met oude bomen dat hem door de stad Karben ter beschikking was gesteld.
Zijn concept, een natuurlijk grasveld met rozen te beplanten, wijkt af van dat van de meeste rosariums. 
Zo zijn er geen nauwkeurig gemarkeerde paden of gesnoeide rozenstruiken. 
De rozen tonen zich in hun natuurlijke groeivorm, waardoor ook hun gevoeligheid voor bijvoorbeeld het weer, insektenplagen of schimmelaantastingen zichtbaar wordt.
Tot 2020 heeft Ralf Berster ook voor het onderhoud van het rosarium gezorgd.
In 2020 heeft, vanwege zijn leeftijd, de stad Karben deze taak overgenomen. 

## Enkele afbeeldingen

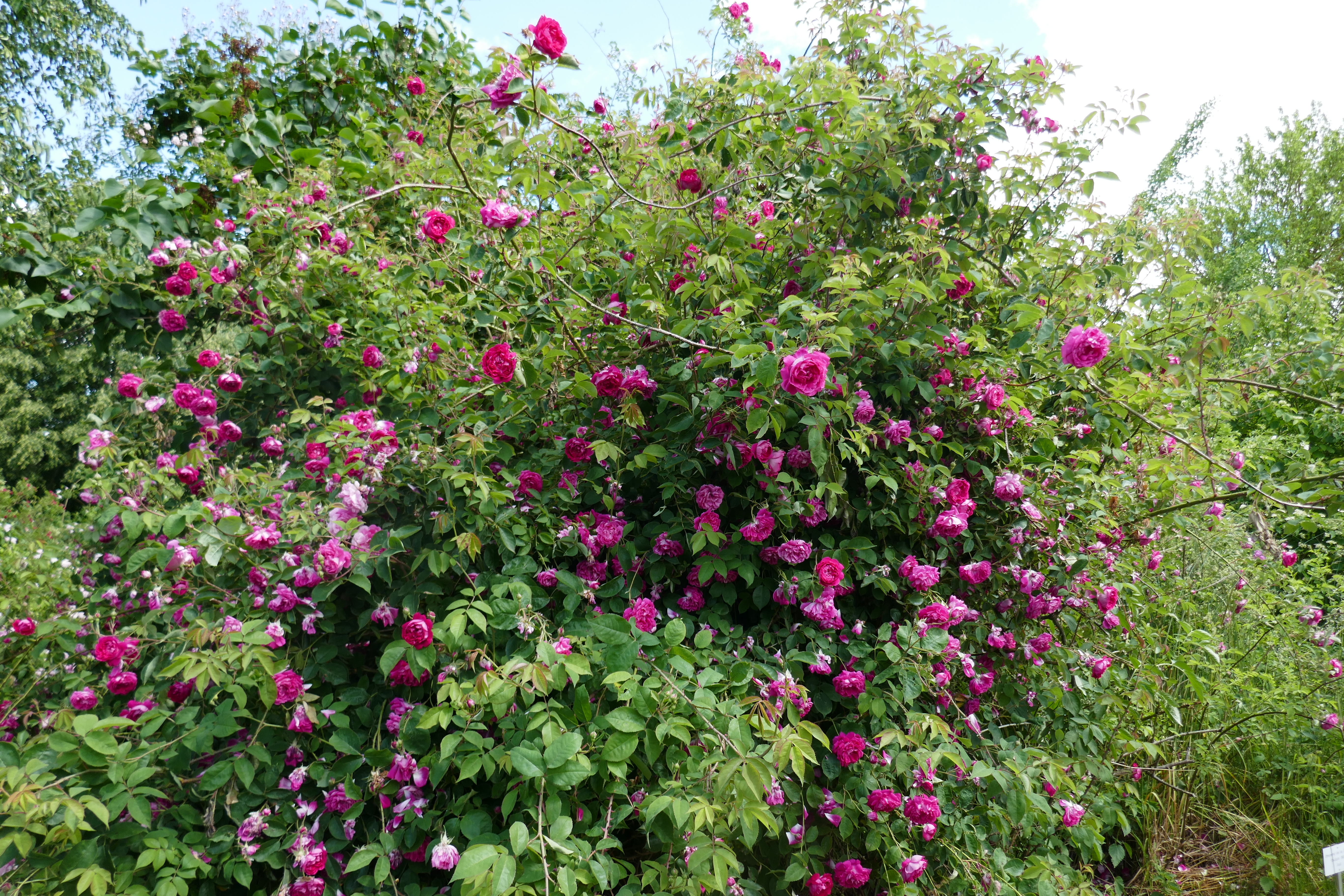
Rosa 'Fulgens' (Guérin, 1830)
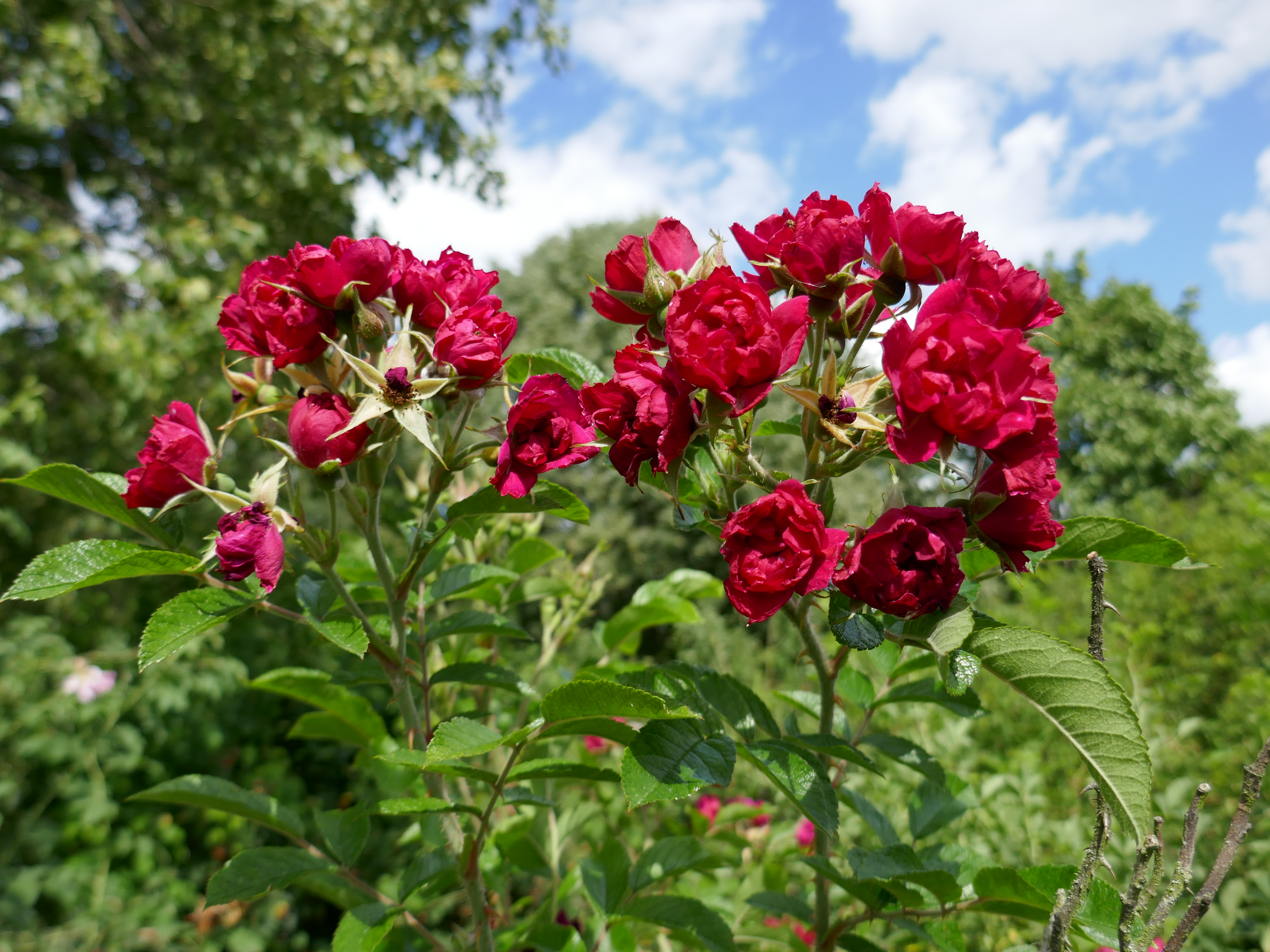
Rosa 'Signe Relander' (Poulsen, 1928)